# As Mentiras de Locke Lamora
As Mentiras de Locke Lamora é um livro de fantasia de 2006 escrito por Scott Lynch, o primeiro livro (dos sete programados)  da série Os Nobres Vigaristas. Vigaristas de elite que chamam a si próprios de "Os Nobres Vigaristas" roubam dos ricos na cidade de Camorr, uma cidade baseada na Veneza medieval, mas em um mundo sem nome. Duas histórias se entrelaçam: no presente, os Nobres Vigaristas lutam contra o misterioso Rei Cinza que tenta assumir o submundo do crime; Capítulos alternativos descrevem a história de Camorr e dos Nobres Vigaristas, em particular do protagonista Locke Lamora.